# Argumentum a fortiori
Argumentum a fortiori (łac. argument z mocniejszego, argument na przód) - posiada dwie wersje: 
- a maiori ad minus - z większego na mniejsze
- a minori ad maius - z mniejszego na większe[1].

Zgodnie z a maiori ad minus jak wolno więcej, to tym bardziej wolno mniej lub ewentualnie jak nakazane jest więcej, to tym bardziej nakazane jest mniej.
Zgodnie z a minori ad maius jak zakazane jest mniej, to tym bardziej zakazane jest więcej.
Podstawą wnioskowania a maiori ad minus są normy prawne uprawniające lub dozwalające oraz ewentualnie nakazujące. 
Podstawą wnioskowania a minori ad maius są normy prawne zakazujące. 
W prawie z wnioskowania a fortiori korzysta się przede wszystkim w celu wypełnienia luki extra legem. Za jego pomocą dla stanów faktycznych wyraźnie normami prawnymi nieunormowanych dotwarza się „nową” normę prawną na podstawie normy prawnej już obowiązującej. Stan faktyczny wyraźnie nieuregulowany normami prawnymi zasługuje tu w większym stopniu niż stany faktyczne wyraźnie uregulowane takimi normami na to, by być uregulowanym w ten sam sposób co one.